# Torrejón de la Calzada
Torrejón de la Calzada é um município da Espanha, na província e comunidade autônoma de Madrid. Tem 8,98 km² de área e em 2021 tinha 9 549 habitantes (densidade: 1 063,4 hab./km²). Limita com os municípios de Casarrubuelos, Cubas de la Sagra, Griñón, Illescas, Parla e Torrejón de Velasco.